# Boris Goudz
Boris Ignatievitch Goudz (en russe : Борис Игнатьевич Гудзь) né le 19 août 1902 à Oufa, décédé le 27 décembre 2006 à Moscou à l’âge de 104 ans, est le dernier survivant de la police secrète soviétique des années d’entre-deux-guerres. Il n’a pas connu la Tchéka proprement dite, mais ses évolutions ultérieures, le GPU et l’OGPU. Il a travaillé sous Félix Dzerjinski, Viatcheslav Menjinski, et Guenrikh Iagoda. Sous son chef direct Artour Artouzov, Goudz a participé à l’arrestation des deux fameux espions Boris Savinkov (dans le cadre de l’opération Syndicat-2) et Sidney Reilly (lors de l’opération Trust). Il a aussi été (brièvement, en 1936-1937) l’officier traitant du célèbre agent secret Richard Sorge.

## Biographie

### Jeunesse
Né à Oufa en 1902 dans une famille d’Allemands russifiés, fils d’un anti-tsariste surveillé par l’Okhrana (la police secrète impériale), Boris Goudz adhère dès l’adolescence à la faction bolchévique du Parti ouvrier social-démocrate de Russie, et prend part à la révolution de 1917. Il est avec les écoliers de Toula quand ils arrêtent le général de gendarmerie local ; puis il rejoint comme volontaire les gardes qui surveillent l’acheminement des convois de vivres de l’Ukraine à Moscou.

### Entrée au GPU
À la fin de la guerre civile russe, un ami de son père — Artour Artouzov, cadre de la police secrète — lui offre d’entrer sous son aile au nouveau GPU, évolution de la Tchéka dirigée par Félix Dzerjinski. Boris Goudz s’aguerrit d’abord lors d’opérations de surveillance des frontières, et de répression de la contrebande et du gangstérisme.
Puis il est envoyé en voyage d’exploration sur la ligne de paquebots Odessa-Istamboul-Le Pirée-Port-Saïd et retour : jeune (22 ans), élégamment vêtu, parlant l’allemand et le russe, il se fait passer pour journaliste et aux escales teste les contrôles douaniers et policiers (rigoureux de la part des Anglais à Port-Saïd, faciles à déjouer en Grèce).
Comme Goudz a satisfait ses employeurs, Artouzov l’inclut dans l’équipe qui travaille sur l’opération Trust, l’infiltration depuis 1921 d’une organisation anti-bolchévique menée par des chefs Russes blancs, la Монархическое объединение Центральной России ou МОЦР (UMRC pour « Union monarchiste de Russie centrale »). Le noyautage de l’UMRC permet au GPU de récolter des fonds de soutien offerts par les services secrets étrangers, de démasquer les opposants anti-bolcheviques résidant encore en Russie soviétique, et d’attirer les espions ennemis.

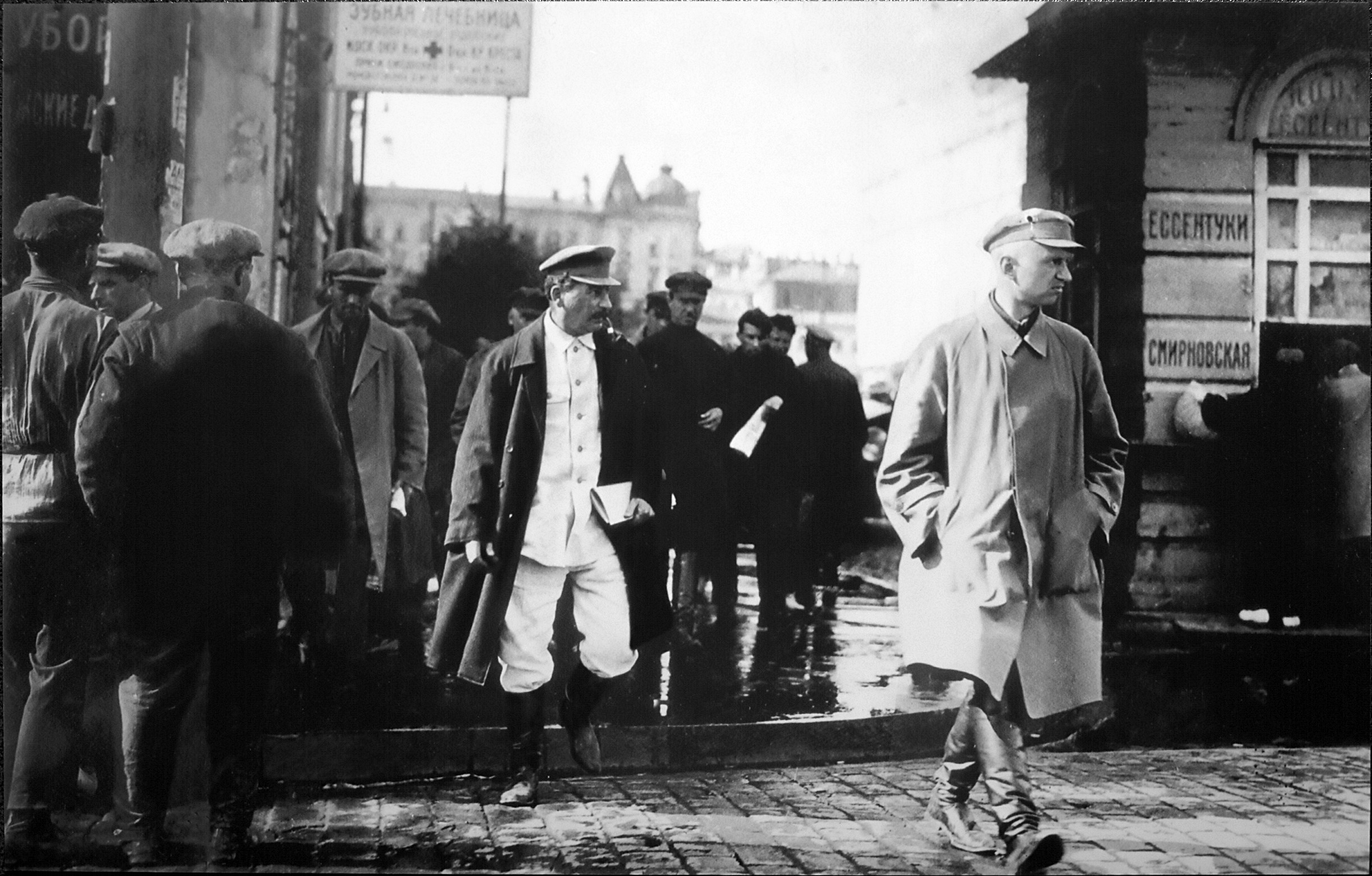
À la fin des années 1920, Staline, précédé et encadré par des policiers de l’OGPU, traverse une rue de Moscou. Lénine est mort le 21 janvier 1924, et à la fin des années 1920 le sekgen Staline a pratiquement accompli sa conquête du pouvoir absolu ; par la suite, il ne sortira que rarement dans la rue. Noter les qualités picturale et technique de l’épreuve ; on voit nettement les revolvers que le 1er garde du corps tient dans les poches de son cache-poussière.

Gudz participe aux opérations de capture de deux espions connus et redoutés des bolcheviques : Boris Savinkov et Sidney Reilly. Leurrés, attirés à l’intérieur des frontières, capturés, gardés à la Loubianka en semi-captivité aux fins d’exploitation de leurs connaissances et de retournement, les deux maîtres espions meurent (Goudz dit avoir assisté à leur décès) en 1925 : Savinkov tombe d’une fenêtre de la Loubianka après un repas copieux dans un grand restaurant de Moscou, Reilly est tué par balle lors d’une promenade sous surveillance au parc Sokolniki.

### Théâtres d’opérations périphériques
Après le succès de l’opération Trust, Boris Goudz est envoyé en Tchétchénie et au Daghestan : il y désarme et disperse les autonomistes.
En 1932, Gudz est promu et part en mission en Sibérie orientale. Il va lutter contre l’expansionnisme japonais : le Japon, qui vient de créer le Mandchoukouo, envoie ses agents secrets agiter l’URSS voisine dans le cadre du plan Hokushin. Mais, en intoxicant l’ennemi (comme pendant l’opération Trust) et en créant une pseudo-front anti-bolchevique, Gudz réussit à capturer Kobylkin, l’agent des Japonais à Harbin, puis son allié le chef cosaque Topchaïev, ex-lieutenant de l’ataman Grigori Semenov,.

### Tokyo, puis retour à Moscou
En 1933 (son protecteur Artouzov est devenu en 1931 chef de l’INO, le service d’intelligence extérieure de l’OGPU), Goudz est nommé chef de la sécurité de l’ambassade d’URSS au Japon. Officiellement 3e secrétaire de l’ambassade, et sous le pseudonyme de Hinze (nom de jeune fille de sa mère), il doit faire face à l’hostilité généralisée (la victoire japonaise de 1905 sur les Russes est encore dans toutes les mémoires), et aux tentatives d’infiltration des agents secrets japonais nombreux et bien organisés : le Japon et l’URSS sont alors en guerre larvée, alors qu’au contraire les relations entre le IIIe Reich et le Japon sont bonnes.

### Chute
En 1936, Goudz est rappelé à Moscou. Au siège de l’OGPU, la réception est glaciale : le pacte anti-Komintern nippo-allemand qui vient d’être signé n’est pas à l’honneur des agents soviétiques au Japon. De plus, Iagoda a succédé à Menjinski à la tête de l’OGPU, et Artuzov a été muté au GRU. Abram Slutsky, le chef de Gudz, l’ignore et le met au placard. Après un certain temps de latence, Artouzov réussit à faire entrer Goudz au GRU, et Goudz devient le correspondant direct de Richard Sorge. Bien qu’il désapprouve le style de vie de Sorge et son goût du risque, Goudz est admiratif devant l’efficacité de l’espion, et la valeur des renseignements qu’il transmet à Moscou. Mais malheureusement, dit-il, Staline ne fait pas confiance à Sorge.
Pendant un an, Goudz travaille au GRU, et assiste à la disgrâce de son protecteur Artour Artouzov.
En janvier 1937, Goudz est promu au grade de commissaire régimentaire, mais cinq mois plus tard sa sœur est dénoncée comme « ennemie du peuple ». C’est la période de la Grande Purge. Non seulement Alexandra est arrêtée, déportée à la Kolyma où elle meurt, mais Goudz est immédiatement révoqué pour « incompétence, et parenté avec un ennemi du peuple ».

### 69 ans de vie civile (1937-2006)
Exclu du Parti communiste, pendant un an Gudz ne trouve pas de travail et s’attend à tout moment à être arrêté et liquidé. Finalement, il trouve un poste de chauffeur de bus ; comme il est bon en mécanique, actif, méthodique et organisateur, il devient indispensable, on lui donne des responsabilités.
La guerre éclate le 22 juin 1941, les troupes allemandes déferlent en URSS. Moscou, un de leurs principaux objectifs, résiste, aidée par l’arrivée de l’hiver. Goudz, refoulé quand il veut s’engager dans l’Armée rouge, est chargé du transport des troupes en 1re ligne, et de l’évacuation des blessés et des civils.
En 1944 il apprend que son fils est mort au champ d’honneur devant Budapest.
Gudz, qui a été réintégré au Parti communiste dès 1939, devient après-guerre cadre du service d’état des transports, puis directeur d’une grande entreprise de transports, jusqu’à sa retraite.

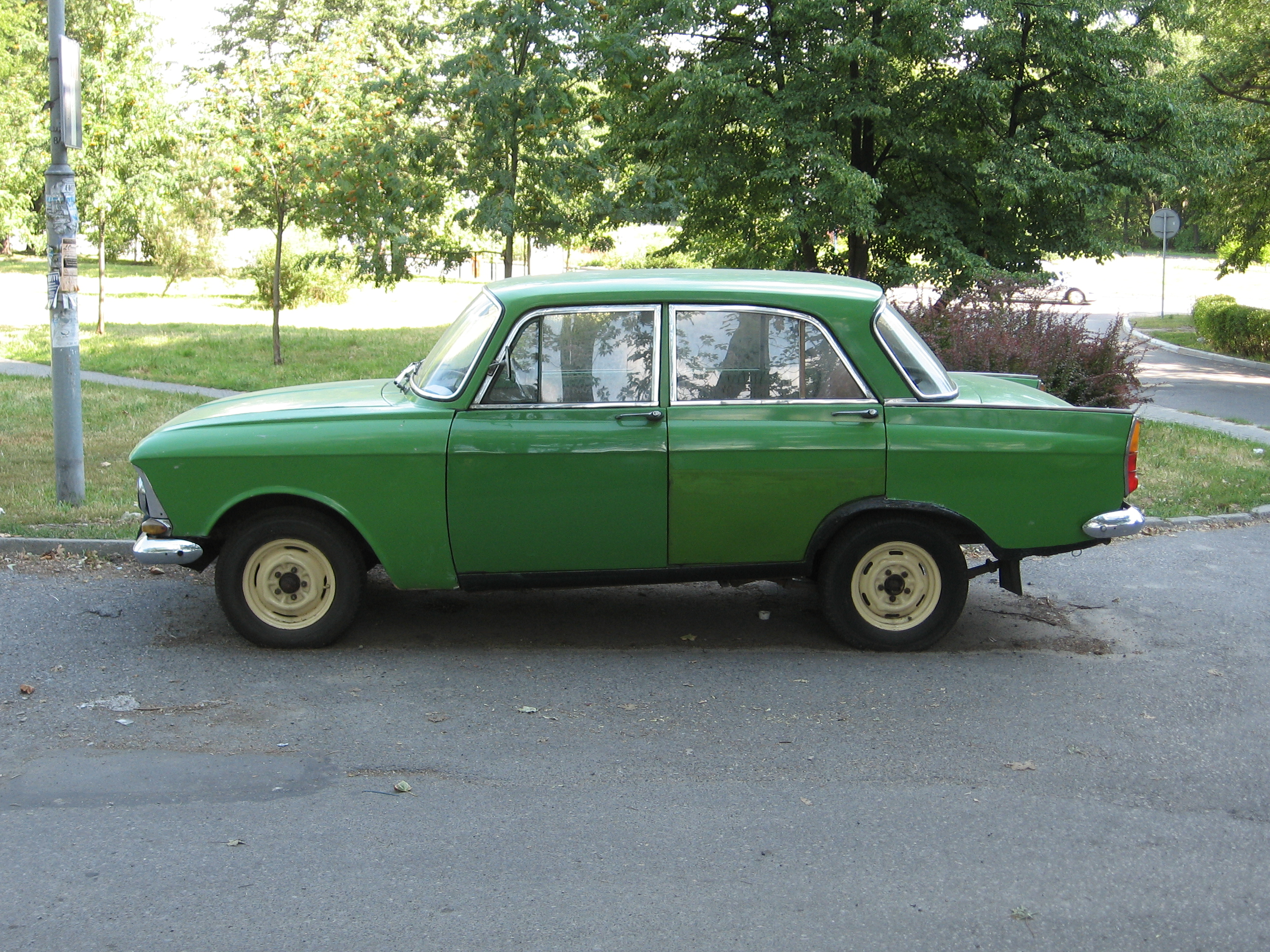
À 90 ans (en 1988), Boris Goudz conduisait sa moto et sa Moskvitch (voiture).

Sa forme physique reste éblouissante (ce qu’il attribue à son régime : abstention de tabac et d’alcool) ; à 90 ans il conduit encore sa Moskvitch et sa moto, à 101 ans il se marie pour la 3e fois.
De nombreux écrivains désirent recueillir ses souvenirs. À l’un d’eux, qui désire collecter de la documentation sur Richard Sorge, on donne le conseil de rencontrer Boris Goudz, en lui disant : « Goudz a 100 ans, mais il y a encore bien de la vie dans ce vieux chien ». Il est accueilli par Goudz, vieillard sec et droit, soigné, pantalon kaki et chemise militaire, s’appuyant sur une canne élégante. L’homme a gardé une mémoire et une intelligence étonnantes, il fréquente les bibliothèques, lit les ouvrages récemment parus sur les services d’espionnage soviétiques, a lui-même beaucoup écrit sur le sujet, dispose d’archives abondantes et bien classées.
Gudz est honoré par les services de renseignement soviétiques comme leur mémoire vivante, décoré pour ses recherches historiques : il a été le premier à recevoir le prix nommé d’après Artour Artouzov, prix offert par la Société pour l’étude de l’histoire des services de renseignement intérieurs.
Il conseille des réalisateurs de télévision et de cinéma qui produisent des films historiques sur les années 1920-1950, comme le documentaire Opération Trust de Sergei Kolosov. Dans le documentaire Staline, le tyran (de Ralf Biechowiak et Alexander Berkel), Gudz commente ainsi la psychose collective régnant en URSS à l’époque de la Grande Purge : « Alors se déclenche l’hystérie, l’espionomanie, la peur des espions qu’on voit partout, qui veulent subvertir l’État. Le mot d’ordre est « mort aux ennemis, mort aux parasites ». Alors les gens sont arrêtés en masse et emprisonnés. La peur régnait. »
De nombreux articles de presse, tant à l’Est qu’à l’Ouest, ont salué la mort de Boris Gudz.

## Photos
- en 1936 : http://shalamov.ru/gallery/57/3.html
- en 1955-1956 : http://shalamov.ru/media/images/gallery/579.jpg
- Boris Gudz centenaire, archives en main : Файл:Борис Игнатьевич Гудзь.jpg